# 7356-os mellékút (Magyarország)
A 7356-os számú mellékút egy kevesebb, mint 2,5 kilométer hosszú, négy számjegyű mellékút Zala vármegyében.

## Nyomvonala
A 7335-ös útból ágazik ki, annak 4+100-as kilométerszelvényénél, Kehidakustány kustányi településrészén. Kezdeti szakasza Malom utca néven húzódik, nyugat felé; 400 méter után elhagyja a településrész házait, majd 600 méter után keresztezi a Zala folyását. 800 méter után egy elágazásba ér: innen dél felé folytatódik, már a kehidai településrészben, Kossuth Lajos utca néven, északnyugat felé, Kehida központja irányában pedig a 7357-es út ágazik ki. Elhalad a kehidakustányi termálfürdő és más idegenforgalmi létesítmények mellett, majd azokat elhagyva nyugatnak fordul. A 7352-es útba torkollva ér véget, annak 11+600-as kilométerszelvénye közelében.
Teljes hossza, az országos közutak térképes nyilvántartását szolgáló kira.gov.hu adatbázisa szerint 2,467 kilométer.

## Története
A kehidai országút hídjára vonatkozik a Zala vármegyei hidakat érintő legrégebbi, ismert írott emlék: 1232-ből tanúsítja egy okirati, hogy itt volt a Zalán az utolsó kedvező átkelési hely: híd vagy hidak.

## Hídjai
A kehidakustányi híd azon kevés Zala vármegyei híd közé tartozik, amelyek túlélték a második világháborút. A híd az akkor 16. számú törvényhatósági út 1+874-es kilométerszelvényében épült, 1912-ben, jelenleg a hivatalos nyilvántartás adatai szerint a 7356-os út 0+535-ös kilométerszelvényénél található. Négynyílású, vasbeton szerkezetű híd, melynek teljes hossza 89,0 méter.